# Freya Aelbrecht
Freya Aelbrecht est une joueuse de volley-ball belge née le 10 février 1990 à Zutendaal. Elle mesure 1,89 m et joue au poste de centrale. Elle totalise 18 sélections en équipe de Belgique.

## Clubs
| Club                        | De        | À         |
| --------------------------- | --------- | --------- |
| Asterix Kieldrecht          | 2008-2009 | 2011-2012 |
| Racing Club de Cannes       | 2012-2013 | 2013-2014 |
| Futura Volley Busto Arsizio | 2014-2015 | 2014-2015 |
| Volley Bergamo              | 2015-2016 | 2015-2016 |
| US ProVictoria Monza        | 2016-2017 | 2016-2017 |
| Volley Pesaro               | 2017-2018 | 2017-2018 |
| Kurobe AquaFairies          | 2018-2019 | 2018-2019 |
| THY Spor Kulübü             | 2019-2020 | 2019-2020 |
| Perugia Volley              | 2020-2021 | …         |

## Palmarès

### Équipe nationale
- Ligue européenne
  - Finaliste : 2013.

### Clubs
- Ligue des champions
  - Finaliste : 2015.
- Challenge Cup féminine
  - Finaliste : 2010.
- Championnat de Belgique
  - Vainqueur : 2010, 2011, 2012.
- Coupe de Belgique
  - Vainqueur : 2010, 2011.
  - Finaliste : 2012.
- Supercoupe de Belgique
  - Vainqueur :  2010.
- Championnat de France (2)
  - Vainqueur : 2013, 2014.
- Coupe de France (2)
  - Vainqueur : 2013, 2014.
- Coupe d'Italie
  - Vainqueur : 2016.
- Supercoupe d'Italie
  - Finaliste : 2014.

### Distinctions individuelles
- Challenge Cup féminine 2009-2010: Meilleure attaquante.
- Ligue européenne de volley-ball féminin 2013: Meilleure contreuse[6].